# Eustaci de Constantinoble
Eustaci (en grec medieval Ευστάθιος) va ser patriarca de Constantinoble de l'any 1019 al 1025.
Era Protoiereu al palau reial i l'emperador Basili II Bulgaròcton el va nomenar patriarca després de la mort de Sergi II.
Va morir el mes de novembre o desembre de l'any 1025. L'Església Ortodoxa el va declarar sant i celebra la seva festa el dia 31 de maig. El va succeir Aleix I Estudita.